# Chengdu Jian-20
Chengdu Jian-20, förkortat Jian-20 eller J-20 (kinesiska: 成都健-20, 健-20, 歼-20, även känd som "Mäktig drake"), är ett kinesiskt tvåmotorigt enhetsflygplan utvecklat för det kinesiska flygvapnet. Flygplanet uppges ha stealth-egenskaper (smygteknik) och är ett så kallat Femte generationens stridsflygplan. Den första flygningen ägde rum i början av 2011 och planet togs officiellt i bruk i det kinesiska flygvapnet 2017.

## Bakgrund
I slutet av 1990-talet trodde försvarsanalytiker i väst allmänt att Kina höll på att utveckla ett femte generationens jaktplan. Bedömningarna av planets utseende och förmåga varierade, och väldigt lite konkret fakta läckte ut från Kina. Uppgifter förekom att innan Ryssland slutit ett avtal med Indien om att gemensamt utveckla det nya femte generationens jaktflygplan som kom att bli Suchoj PA KFA (mer känt som Suchoj Su-57). Under 2001 hade Ryssland bjudit in Kina att delta i projektet, men Kina tackade nej till det. Det skulle i så fall ha inneburit att kineserna ansåg att de var kapabla att ta fram ett bättre flygplan på egen hand, och att ryssarna var de som hade mest att vinna på affären.
Mot slutet av 2002 uppgavs det att Shenyangs flygplansfabrik fått uppdraget att tillverka ett nytt femte generationens jaktplan. Planet har ett direkt svar på USA:s flygvapens Lockheed Martin F-22 Raptor, och generalarrangemanget skulle komma att påminna mycket om det flygplanet. År 2007 uppgavs både Shenyang och Chengdu, Kinas ledande tillverkare av stridsflygplan, arbeta på nya jaktplan. Vissa bedömare ansåg att Shenyang arbetade på ett helt nytt tungt jaktplan, medan Chengdu antagligen höll på med en utvecklad variant av sin Chengdu Jian-10 med stealth-egenskaper.

## Utveckling
Mycket lite är känt om planets utvecklingsskede. Det verkar som att Shenyang och Chengdu tagit fram två konkurrerande projekt, och att Chengdu i slutändan, i motsats till uppgifterna från 2002, fått kontraktet.
Planets första flygtur ägde rum i januari 2011, samtidigt som USA:s försvarsminister Robert Gates var på statsbesök i Kina. Det har spekulerats i om det handlade om symbolisk gest riktad mot USA, en markering av det kinesiska försvaret riktad mot den civila kinesiska statsledningen, eller helt enkelt ett sammanträffande. Kinas president Hu Jintao förnekade att han skulle ha känt till att flygning var planerad att sammanfalla med statsbesöket.

## Motorer
Det stora frågetecknet kring J-20 är planets motorer. De två första prototyperna flög med olika motorinstallationer. Det ena planet förlitade sig på ryska motorer, troligen Saturn AL-31 men eventuellt samma företags AL-41 som används i PAK FA, medan det andra flög med inhemska Wusan WS-10 dubbelströmsmotorer. Både AL-31 och WS-10 anses vara för svaga för att flygplanets prestanda ska kunna användas fullt ut. AL-41 skulle kunna vara en lösning, men till följd av kinesiska brott mot licensbestämmelserna kring tillverkningen av Suchoj Su-27 på licens har Ryssland varit motvilligt att sälja högteknologisk militär utrustning till Kina under de senaste åren. Dessutom är J-20 en potentiell konkurrent till PAK FA på exportmarknaden. Kineserna har också en längre tid varit intresserade av att kunna förse sina flygplan med egentillverkade motorer, men det har visat sig vara svårt att genomföra i praktiken. Till exempel J-10 flyger tills vidare med AL-31 motorer, och det är oklart om, och i så fall när, ett byte till WS-10A är möjligt att genomföra. En modernare motor är under arbete med beteckningen Wusan WS-15, men utvecklingen och serietillverkningen av en kinesisk motor med prestanda som motsvarar AL-41 kan visa sig vara ett svårare projekt än utvecklingen av själva flygkroppen.

## Prestanda
Ett annat stort frågetecken rör planets delsystem, speciellt radar och störsändare. Vad gäller radarteknologi har Kina tills vidare inte visat upp en operativ AESA-radar, men det är mycket möjligt att utvecklingsarbetet pågår i hemlighet. Mycket lite är känt om kinesisk telekrigsutrustning, men för att planet skall kunna vara ett effektivt stridsflygplan är integrationen av avancerade telekrig-, radar- och vapensystem i en nyckelroll. Detta gör det svårt att bedöma J-20:s verkliga potential som stridsflygplan.
Bedömningarna av J-20:s prestanda baserar sig långt på studier av fotografier, erfarenheter från tidigare kinesiska projekt och läckt data från kinesiska försvaret. Av förklarliga skäl ingår ett stort mått av osäkerhet i dessa bedömningar, varför de varierar i hög grad. Gemensamt för flera bedömare är planets förmåga till så kallad överljudsmarsch (engelska: supercruise), det vill säga att planet kan flyga i överljudsfart utan att använda efterbrännkammare. Däremot är det oklart om flygplan som nu flugit representerar prototypen till det kommande jaktplanet (jämför med YF-22 och YF-23), eller om det mera handlar om provflygplan ur vilka ett nytt jaktplan kan utvecklas (jämför med Suchoj Su-47). Om det planerade ibruktagandet senast 2020 stämmer är det första alternativet mest troligt.
En bedömare anser att J-20 verkar vara ett ”signaturanpassat flygplan och inte en ’riktig’ Stealth-maskin som även kräver sensorer, kommunikation och vapen som är anpassad för Stealth”, men konstaterar samtidigt att det inte lär dröja länga innan kineserna är ikapp västvärlden och Ryssland/Indien med nuvarande utvecklingstakt. En annan bedömare anser att redan J-20:s uppenbarligen långa räckvidd utgör ett hot mot amerikanska baser och hangarfartyg i Sydostasien. Om J-20 utvecklas till ett kapabelt stridsflygplan kan det innebära att USA tvingas ompröva sitt beslut att lägga ner tillverkningen av F-22, samt eventuellt öppna upp för export av planet till vissa strategiska allierade i området, främst Japan och Sydkorea. Samtidigt noteras det att J-20 i praktiken bara utgör en del i en kraftig modernisering och upprustning av Kinas militära förmåga.
Vissa analytiker går så långt att de hävdar att planet är så klart överlägset både Lockheed Martin F-35 Lightning II och Boeing F/A-18E/F Super Hornet att det är "absurt" att tro att dessa skulle kunna operera i samma område som fientliga J-20. I sådana fall skulle J-20 i praktiken kunna ”kraftigt försvåra om inte till och med helt stänga flygbaser i Guam, Japan, Ryukyuöarna och Korea.”

## Varianter
- J-20A
- J-20B
- J-20S
- J-20AS

## Bilder

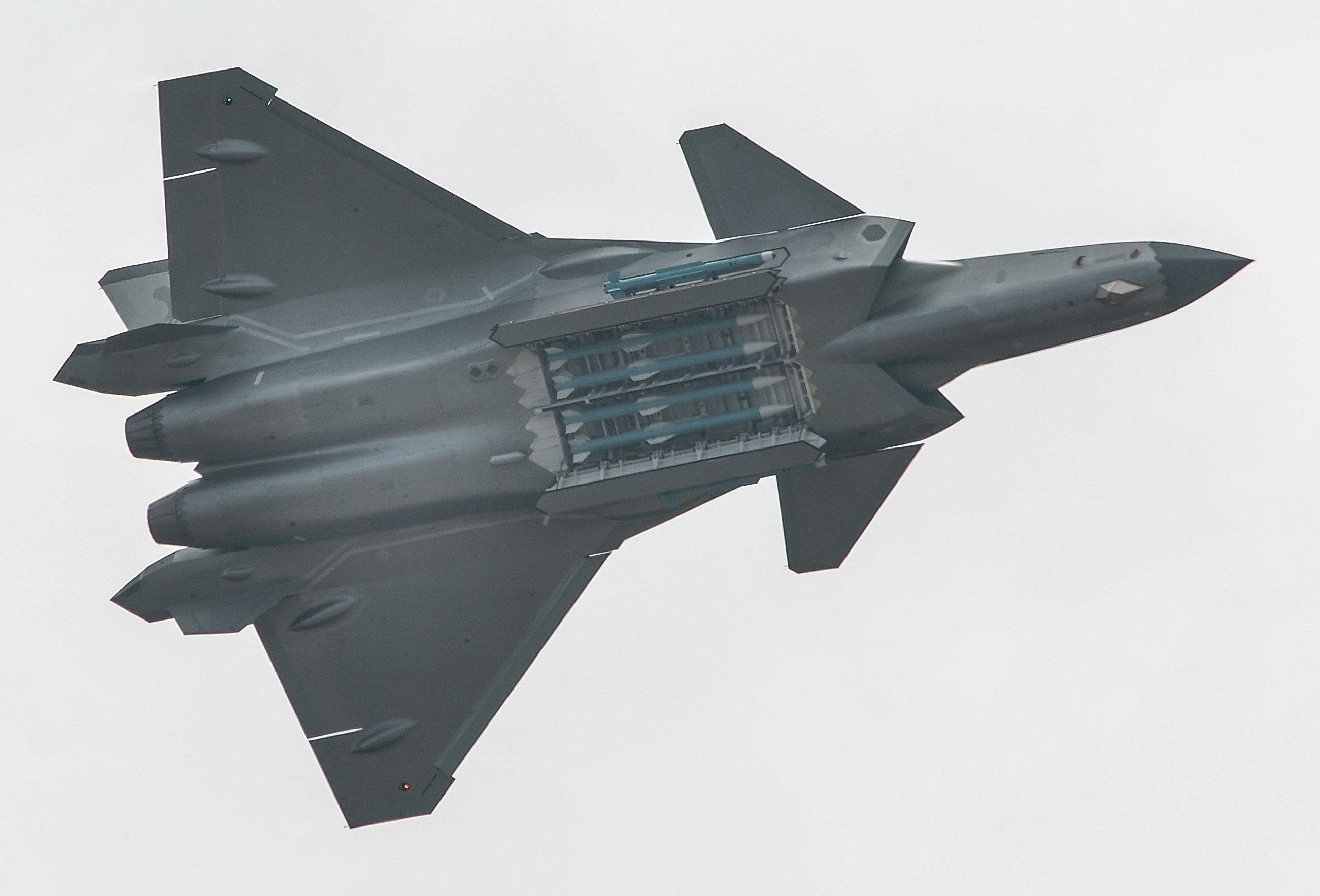
En J-20 beväpnad med robotar.
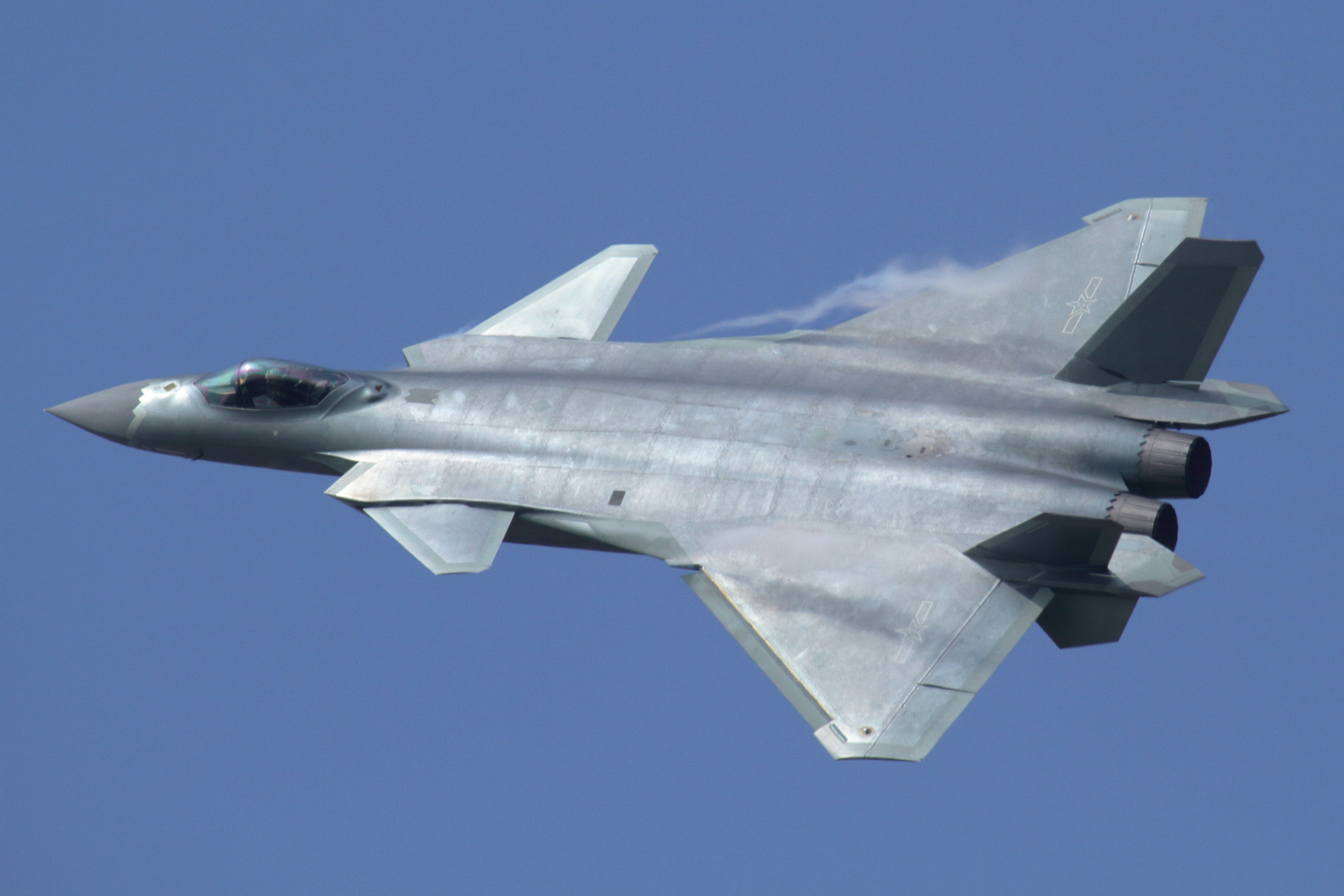
En J-20 vid en flyguppvisning i Kina 2016.